# Lancashire Children's Book of the Year
O Lancashire Children's Book of the Year (Pt. Livro do Ano das Crianças de Lancashire) é um prêmio dado aos trabalhos de literatura infantil, votado por um painel de jovens juízes. Foi estabelecido em 1986 com o primeiro prêmio apresentado no ano seguinte. O prêmio é governado por Lancashire County Library (Biblioteca do Condado de Lancashire) e patrocinado pela University of Central Lancashire (Universidade  de Lancashire Central).

## Lista de vencedores do prêmio
- 2017 Natalie Flynn, The Deepest Cut
- 2016 Holly Bourne, Am I Normal Yet
- 2015 Sarah Mussi, Riot
- 2014 Cat Clarke, Undone
- 2013 David Massey, Torn
- 2012 Chris Higgins, He's After Me
- 2011 Keren David, When I Was Joe
- 2010 Narinder Dhami, Bang,Bang your dead
- 2009
  - Primeiro lugar: Sophie McKenzie, Blood Ties
  - Segundo lugar: Michelle Magorian, Just Henry
  - Terceiro lugar: Sarah Wray, The Trap

- 2008 Tim Lott, Fearless
- 2007 Robert Muchamore, CHERUB: Divine Madness
- 2006 Anthony Horowitz, Raven's Gate
- 2005 Jonathan Stroud, The Amulet of Samarkand
- 2004 Chris Wooding, Poison
- 2003 Julie Bertagna, Exodus
- 2002 Malorie Blackman, Noughts & Crosses
- 2001 Joint Winners:
  - Melvin Burgess, Bloodtide
  - Malcolm Rose, Plague
- 2000 Tim Bowler, Shadows
- 1999 Nigel Hinton, Out of the Darkness
- 1998 Elizabeth Laird, Jay
- 1997 Elizabeth Hawkins, Sea of Peril
- 1996 Frances Mary Hendry, Chandra
- 1995 Garry Kilworth, The Electric Kid
- 1994 Ian Strachan, The Boy in the Bubble
- 1993 Joint Winners:
  - Brian Jacques, Salamandastron
  - Robert Westall, Gulf
- 1992 Robin Jarvis, Whitby Witches
- 1991 Brian Jacques, Mattimeo
- 1990 Jean Ure, Plague 99
- 1989 Anthony Horowitz, Groosham Grange
- 1988 Brian Jacques, Redwall
- 1987 Philip Pullman, The Ruby in the Smoke